# Sztara Buda
Sztara Buda (ukránul: Стара Буда) falu Ukrajna Cserkaszi területén, a Zvenihorodkai járásban. A területi központtól, Cserkaszitól 95 km-re fekszik. Önálló önkormányzata nincs, a Muzinyivka községi tanácsához tartozik. Lakossága a 2001-es népszámlálás idején 205 fő volt, mindannyian ukránok.

## További  információk
- Sztara Buda az Ukrán Legfelsőbb Tanács adatbázisában (ukránul)[halott link]